# Фатма Алийе Топуз
Фатма Алийе Топуз (на турски: Fatma Aliye Topuz), позната също като Фатма Алийе или Фатма Алийе Ханъм, е турска писателка, есеистка, активистка за женски права и колумнистка.
Макар още в 1877 г. да е публикуван роман от турската авторка Зафер Ханъм, Фатма Алийе с нейните 5 романа е смятана от литературните кръгове за първата романистка в турската литература и в ислямския свят.

## Биография
Родена е в Истанбул на 9 октомври 1862 г. Тя е второто дете на османския историк Ахмед Джевдет паша (1822 – 1895), който е роден в Ловеч и съпругата му Адвийе Рабия Ханъм. Фатма има брат Али Седат и сестра Емине Семийе (1864).
Поради позицията на баща си като валия на Египет и по-късно на Гърция, тя прекарва от 1866 до 1868 г. в Алеп, 6 месеца в Янина през 1875 г., живее със семейството си 9 месеца в Дамаск през 1878 г.
Фатма Алейе се обучава вкъщи, тъй като по онова време не е прието момичета да учат в училище, въпреки че няма забрана момичета да учат. Поради високата си интелектуална любознателност достига високо ниво на говорене и разбиране на арабски и френски език,
През 1879 г., когато е на 17 години, баща ѝ урежда брака ѝ с капитан Мехмед Фаик Бей, адютант на султан Абдул Хамид II и племенник на гази Осман паша (героя от Обсадата на Плевен). Тя ражда 4 деца: Хатидже (родена 1880), Айше (родена 1884), Нимет (роден 1900) и Зюбейде Исмет (родена 1901). Съпругът ѝ през първите години на брака им не ѝ позволява да чете книги на чужди езици.

## Писателска кариера
Тя се появява на литературното поприще през 1889 г. с превода на романа на Жорж Оне „Волонте“. Фатма го превежда от френски на турски език под заглавието „Мерам“ с позволението на съпруга си 10 години след брака им. Книгата е публикувана под псевдонима Бир Ханъм (Една жена).
Известният писател Ахмед Мидхад е толкова впечатлен от нея, че я обявява за негова почетна дъщеря във вестник Tercüman-ı Hakikat. Фатма Алийе е привлечена от бащинското му внимание и той я наставлява и обменя идеи с нея. След първия си превод тя използва псевдонима Мютерджиме-и Мерам (Mütercime-i Meram: буквално: Женският преводач на Мерам) в следващите преводи, които прави.
През 1894 г. Фатма и Ахмед Мидхад пишат заедно романа Hayal ve Hakikat („Сън и истина“). Тя пише частите за героинята, а частите за мъжкия герой са писани от Мидхад. Книгата е издадена от името на Bir Kadın ve Ahmet Mithat (Една жена и Ахмед Мидхад)
След този роман двамата автори разменят дълги писма, които по-късно са публикувани във вестник Tercüman-ı Hakikat.
Фатма Алийе публикува първия си самостоятелен роман, Muhazarat („Полезна информация“), през 1892 г. под истинското си име. В романа се опитва да отхвърля убеждението, че жената не може да забрави първата си любов. Това е първият роман в Османската империя, написан от жена. Книгата е преиздадена през 1908 г.
Вторият ѝ роман, Udi („Свирачът на лютня“), публикуван през 1899 г., разказва за жена, свиреща на уд, която Фатма среща в Алеп. В този роман разказва на обикновен език житейската история на Бедия, която има нещастен брак. Известният романист Решад Нури Гюнтекин нарежда Udi сред най-важните творби, които привличат интереса му към литературата.
Другите ѝ романи са Raf'et (1898), Enin (1910) и Levaih-i Hayat. В нейните произведения се засягат темите за брака, хармонията между съпрузите, любовта и привличането и важността на ухажването спрямо уговорените бракове. Освен това поставя като централна тема индивидуализма чрез създаването на независими и разчитащи на себе си героини, които работят и изкарват свои пари, без да се нуждаят от мъж.
През 1893 г. нейната известност расте след публикуването на книгата на Ахмед Мидхад Bir Muharrire-i Osmaniye'nin Neşeti („Раждането на османската писателка“), в която се съдържат писмата на Фатма Алийе. В тези писма тя изразява неспирния си ентусиазъм да учи.
Есето ѝ Nisvan-ı İslâm е преведено на френски език под заглавието Les femmes muselmannes и също така на арабски език, а романът ѝ Udi – на френски език. Нейни творби са включени в каталога на женската библиотека на Световното колумбийско изложение в Чикаго през 1893 г. Въпреки своята известност, тя изпада в забрава до втория конституционен период.
През 1914 г. публикува книгата Ahmed Cevdet Paşa ve Zamanı(„Ахмед Джевдет паша и неговото време“), за да защити баща си от политически атаки. В тази книга тя възнамерява да представи политическата сцена след втория конституционен период Противоречивостта обаче на написаното спрямо официалните исторически тези води до изключване на книгата от литературата.

## Активистка за женски права
Освен литературната си работа, между 1895 и 1908 г. Фатма Алийе води своя колонка в списание Hanımlara Mahsus Gazete („Собствен вестник на жените“) за правата на жените, без да се отказва от своите консервативни възгледи. Сестра ѝ Емине Семийе Онасия (1864 – 1944) е сред първите турски феминистки и също е сред интелектуалките на редакторския екип на излизащото 2 пъти седмично списание.
През 1896 г. Фатма издава книгата Nisvan-ı İslam („Жените на исляма“), в която обяснява на западния свят положението на мюсюлманските жени. В книгата защитава консервативните традиции в противоположност на съвременните герои, които създава в своите романи.

## Хуманитарна дейност
Ф. Алийе се занимава с благотворителност. След Гръцко-турската война от 1897 г. основава благотворителната организация Nisvan-ı Osmaniye İmdat Cemiyeti („Асоциация на османските жени за помощ“), която да подкрепя семействата на войниците. Тя е сред първите женски организации в страната. За хуманитарните си усилия е наградена с Орден за благотворителност от султан Абдул Хамид II през 1899 г.
Фатма Алийе е първата жена-член на Osmanlı Hilal-i Ahmer Cemiyeti (Османския Червен полумесец). Нещо повече, тя работи за Müdafaa-i Milliye Osmanlı Kadınlar Heyeti (Комитет на османските жени за национална защита), основан след Итало-турската и Балканските войни.

## Последни години
Най-малката ѝ дъщеря, Зюбейде Исмет, приема християнството през 1926 г. и напуска Турция, за да стане римокатолическа монахиня. Фатма Алийе също пътува през 1920-те години няколко пъти до Франция поради здравословни причини и в търсене на дъщеря си. През 1928 г. губи съпруга си. Фатма Алийе приема фамилното име Топуз след въвеждането на закона за фамилните имена в Турция от 21 юни 1934 г. Последните години от живота си прекарва в лошо здраве и финансови трудности. Умира в Истанбул на 13 юли 1936 г. Погребана е в гробището Ферикьой.

## Признание и оспорване
Макар че Зафер Ханъм написва романа си Aşk-ı Vatan („Любов към родината“) през 1877 г. – години преди Фатма Алийе, тя не се смята за първата турска авторка поради това, че е публикувана една-единствена работа.
Портретът на Фатма Алийе е изобразен на обратната страна на банкнота от 50 турски лири, издадена през 2009 г. Решението на Централната банка на Турция да избере нея като първата жена, която е толкова почитана, и като първата турска авторка, създава спорове между писателите и историците. Критиците твърдят, че авторките от републиканския период като Халиде Едип Адъвар или Айше Афет Инан са по-подходящи да бъдат поставени на банкнота заедно с портрета на Ататюрк, отколкото Фатма Алийе, която развива идеи за правата на жените в контекста на шериата и се противопоставя на реформите на Ататюрк.

## Избрани творби

### Романи
- Muhazarat (1892) („Полезна информация“)
- Hayal ve Hakikat (1894) („Сън и истина“)
- Raf'et (1898)
- Udi (1899) („Свирачът на лютня“)
- Enin (1910) (Groaning)
- Levaih-i Hayat (Scenes from Life)

### Преводи
- Meram (1890) от френски език („Волонте“, Жорж Оне, 1888)

### Есета
- Namdaran-ı Zenan-ı İslamıyan (1895) („Известни мюсюлмански жени“)
- Osmanlıda Kadın: Cariyelik, Çokeşlilik, Moda (1895) („Жените в Османската империя: Одалиски, полигамия, мода“)
- с Махмуд Есад, Taaddüd-i Zevcat („Полигамия“)
- Nisvan-ı İslam (1896) („Жените на Исляма“) френски превод Les femmes muselmannes
- Teracim-i Ahval-ı Felasife (1900) („Биографии на философи“) (2006) Çizgi Kitabevi, Konya. Reprint. 153 pages ISBN 975-8867-84-9[14]
- Tedkik-i Ecsam (1901) („Изследвания на обекти“)
- Ahmed Cevdet Paşa ve Zamanı (1914) („Ахмед Джевдет Паша и неговото време“)
- Kosova Zaferi / Ankara Hezimeti: Tarih-i Osmaninin Bir Devre-i Mühimmesi (1915) („Победата при Косово / Загубата при Анкара: Важен период в османската история“)